# Tricianoaminopropeno
El tricianoaminopropeno, conocido también como 1,1,3-triciano-2-amino-1-propeno, 2-amino-1-propeno-1,1,3-tricarbonitrilo, dímero de malononitrilo o TCAP, es un compuesto orgánico de fórmula molecular C6H4N4.
Su estructura corresponde a la de un trinitrilo derivado del propeno, estando dos de los tres grupos funcionales -C≡N unidos al carbono 1 del propeno mientras que el tercero lo está al carbono 3; además, tiene un grupo amino (-NH2) unido al carbono 2.

## Propiedades físicas y químicas
A temperatura ambiente, el tricianoaminopropeno es un sólido de coloración rosa claro, beige o marrón claro.
Tiene su punto de fusión a 171 °C, mientras que su punto de ebullición es de 455 °C.
Posee una densidad mayor la del agua (1,262 g/cm³), siendo soluble en ésta, en proporción aproximada de 640 g/L.
El valor del logaritmo de su coeficiente de reparto, logP = -0,130, denota una solubilidad algo mayor en disolventes polares como el agua que en octanol.
Su tensión superficial en fase líquida —valor teórico— es de 72 dina/cm, semejante a la del agua.
Este compuesto es incompatible con ácidos o bases fuertes así como con agentes oxidantes fuertes.

## Síntesis
El tricianoaminopropeno puede ser sintetizado por dimerización de malononitrilo utilizando hidróxidos alcalinos en metanol o etanol, obteniéndose un rendimiento del 88%.
También se ha sintetizado a partir del malononitrilo empleando hidróxido potásico en líquido iónico  —tetrafluoroborato de 1-etil-3-metilimidazolio— o agua.

## Usos
El tricianoaminopropeno es un fármaco nootrópico que emula la función del factor de crecimiento nervioso,  aumentando el crecimiento de los nervios así como la regeneración de tejidos, tanto en tejidos aislados como in vivo.
Estimula la acción de la enzima acetiltransferasa de colina, dando como resultado una mayor producción de acetilcolina.
Esto tiene como consecuencia una mayor síntesis de ARN en diversos tejidos del cuerpo.
No obstante, también suprime la producción de tiroxina, provocando hipotiroidismo temporal que remite una vez que se suspende el uso del fármaco.
El tricianoaminopropeno reduce la amnesia provocada por choque electroconvulsivo y, aunque ensayos en animales sugieren actividad nootrópica de este compuesto, no se ha encontrado ningún efecto beneficioso cuando se ha probado en niños con retraso mental; en este sentido, la administración del fármaco a ratas embarazadas redujo la capacidad de aprendizaje de sus crías debido a los efectos hormonales anti-tiroideos. Así, el tricianoaminopropeno tiene dos efectos contrapuestos: el efecto nootrópico que incrementa la producción de acetilcolina es anulado por el efecto contrario debido la disminución de la producción de tiroxina.
Por otra parte, el tricianoaminopropeno también aparece como intermediario clave en la síntesis de diversos compuestos heterocíclicos. Este trinitrilo experimenta una reacción de condensación con compuestos nitrosos aromáticos  produciendo agentes colorantes útiles.

## Precauciones
El tricianoaminopropeno es un compuesto combustible cuyo punto de inflamabilidad es 229 °C.